# Pamelaescincus gardineri
Genre
Espèce
Synonymes
- Scelotes gardineri Boulenger, 1909

Statut de conservation UICN

 LC  : Préoccupation mineure
Pamelaescincus gardineri, unique représentant du genre Pamelaescincus, est une espèce de sauriens de la famille des Scincidae.

## Répartition
Cette espèce est endémique des Seychelles. Elle se rencontre sur Mahé, Praslin, La Digue, Fregate, Silhouette, Aride et Grand Sœur.

## Étymologie
Le genre est nommé en l'honneur de Pamela Greer, l'ainée des deux sœurs d'Allen E. Greer. L'espèce est nommée en l'honneur de John Stanley Gardiner.

## Publications originales
- Boulenger, 1909 : A list of the freshwater fishes, batrachians, and reptiles obtained by Mr. J. Stanley Gardiner's expedition to the Indian Ocean. Transactions of the Linnean Society of London, vol. 12, p. 291-300 (texte intégral).
- Greer, 1970 : The systematics and evolution of the Subsaharan Africa, Seychelles, and Mauritius Scincine Scincid lizards. Bulletin of the Museum of Comparative Zoology, vol. 140, no 1, p. 1-24 (texte intégral).